# Methylester

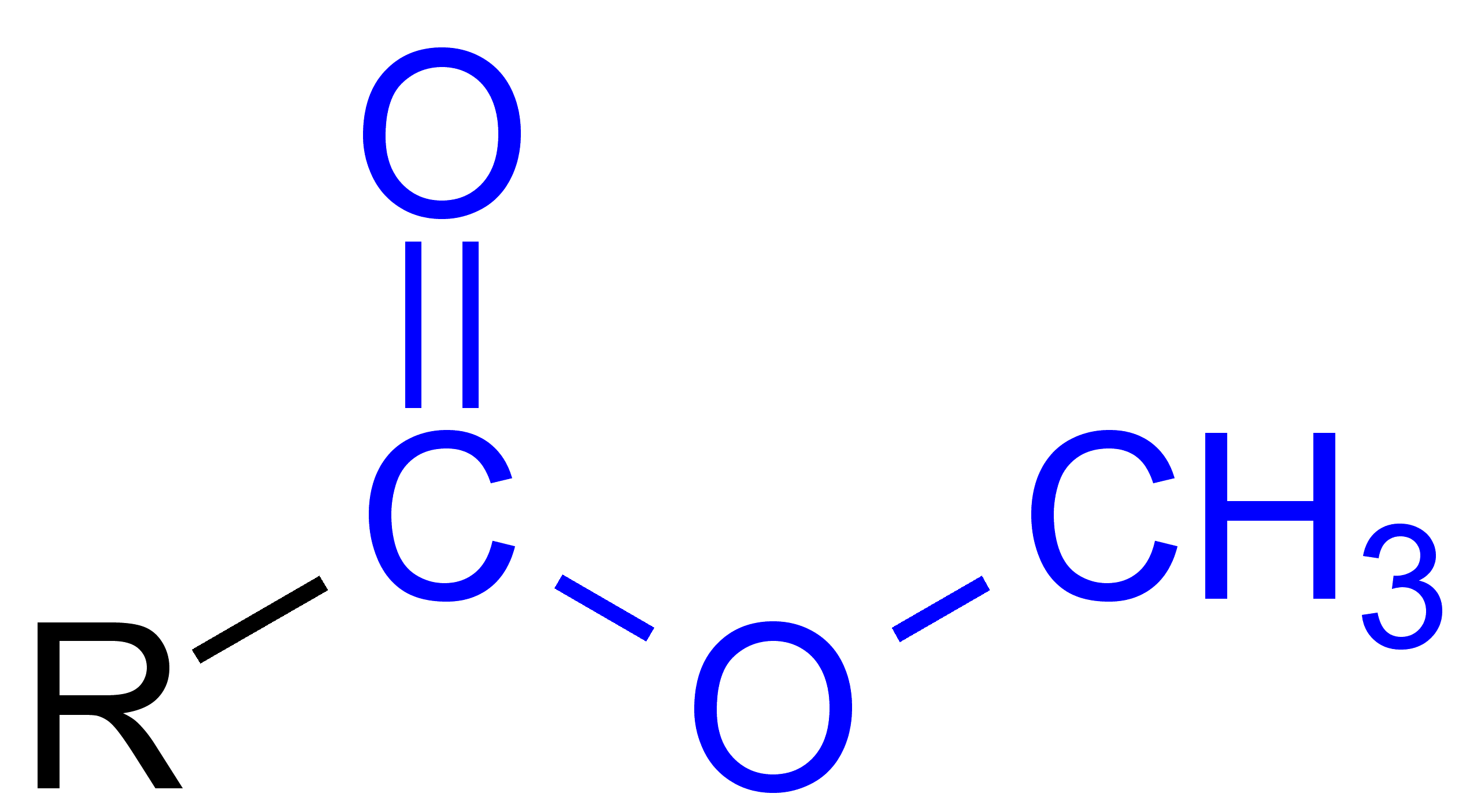
Methylester van een carbonzuur. De methylester-rest is aangegeven in blauw. R staat voor een waterstofatoom of een organyl-rest (alkyl-rest, aryl-rest of alkylaryl-rest etc.). In chloormierenzuur-
methylester is R een chlooratom

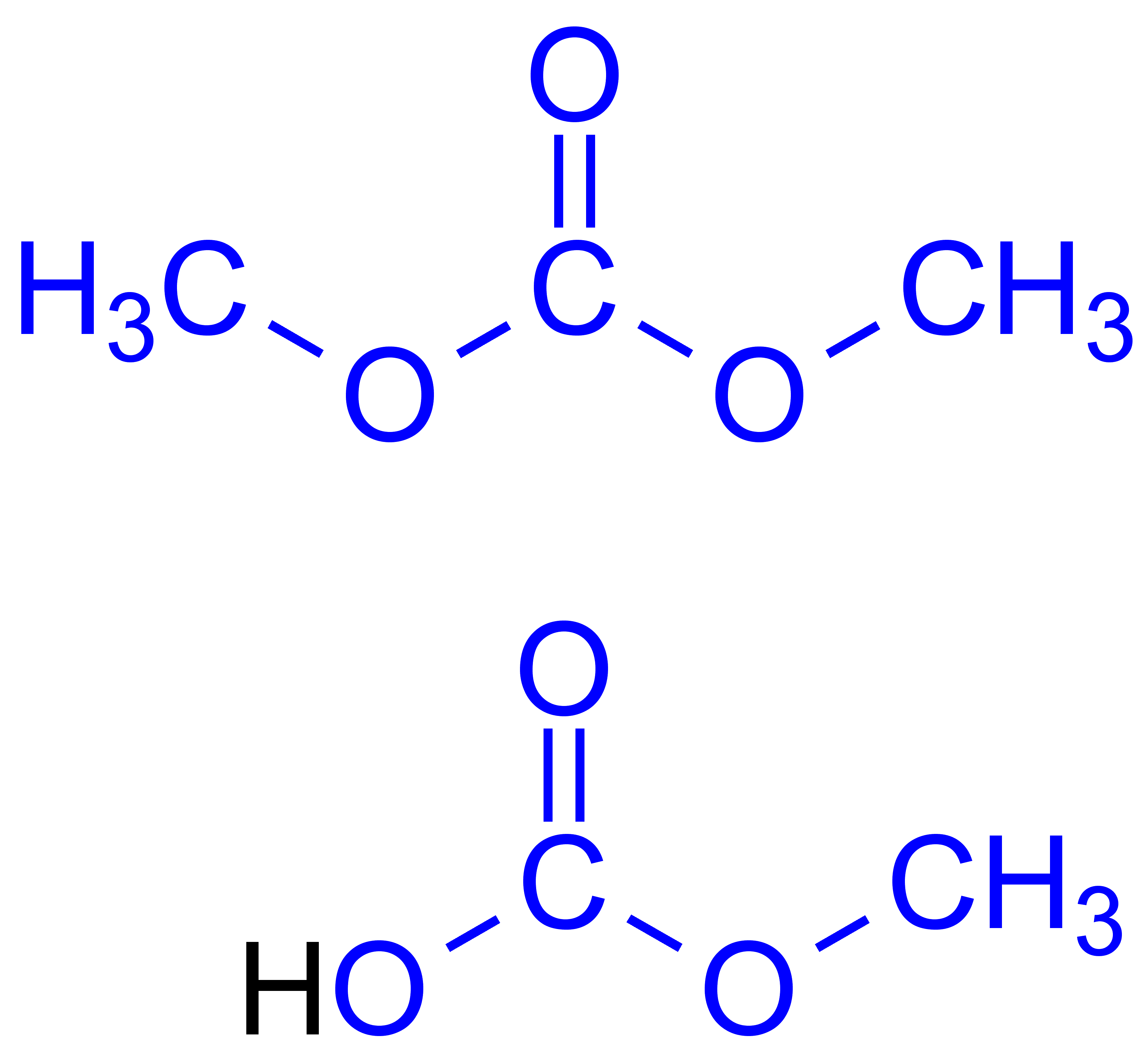
Dimethylester (boven) en monomethylester (onder) van koolzuur. De functionele groep is aangegeven in blauw

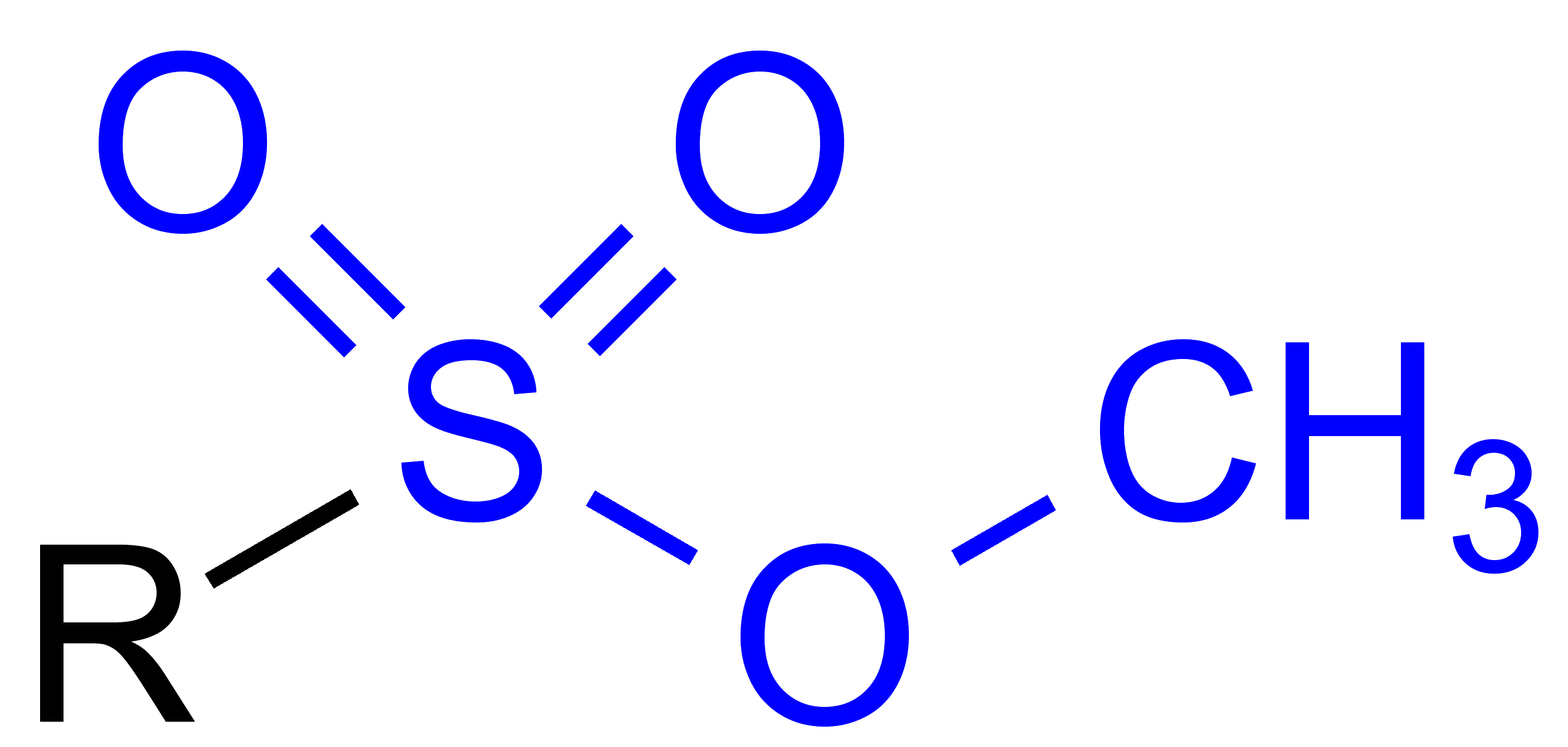
Methylester van sulfonzuur. De methylester-rest is aangegeven in blauw. R staat voor een organyl-rest (alkyl-rest, aryl-rest of alkylaryl-rest etc.).

Methylesters zijn chemische verbindingen, die tot de esters behoren. Methylesters worden gevormd uit carbonzuur en methanol. Ze hebben de eigenschappen van de karakteristieke functionele estergroep. Er worden dimethylesters gevormd uit dicarbonzuur en methanol, trimethylesters uit tricarbonzuren en methanol, enzovoort. In brede zin worden tot de methylesters ook de koolzuuresters gerekend en de esters die afgeleid zijn van sulfonzuren en methanol. Analoog kunnen ook uit salpeterzuur, sulfinzuren, fosfonzuren of fosfinzuren enerzijds en methanol anderzijds methylesters in brede zin gevormd worden.
Enkele methylesters van carbonzuren worden als smaakstoffen en aromastoffen gebruikt:
- Vruchtaroma's:
  - methylbutyraat ruikt naar ananas of appel
  - Fenylazijnzuurmethylester aroma van honing
- Kruidenaroma's:
  - Methylbenzoaat ruikt naar niobeolie

Methylesters van vetzuren worden als biodiesel of als toevoeging aan conventionele diesel gebruikt. Voor het omzetten van de raapolie (glycerinester langketige vetzuren) in biodiesel (raapoliemethylester, sojaoliemethylester) moet de raapolie veresterd worden, het glyceroldeel van de esters moet door methanol vervangen worden. 4-Hydroxybenzoëzuurmethylester (PHB-ester) wordt als conserveringsmiddel E 218 in levensmiddelen gebruikt.

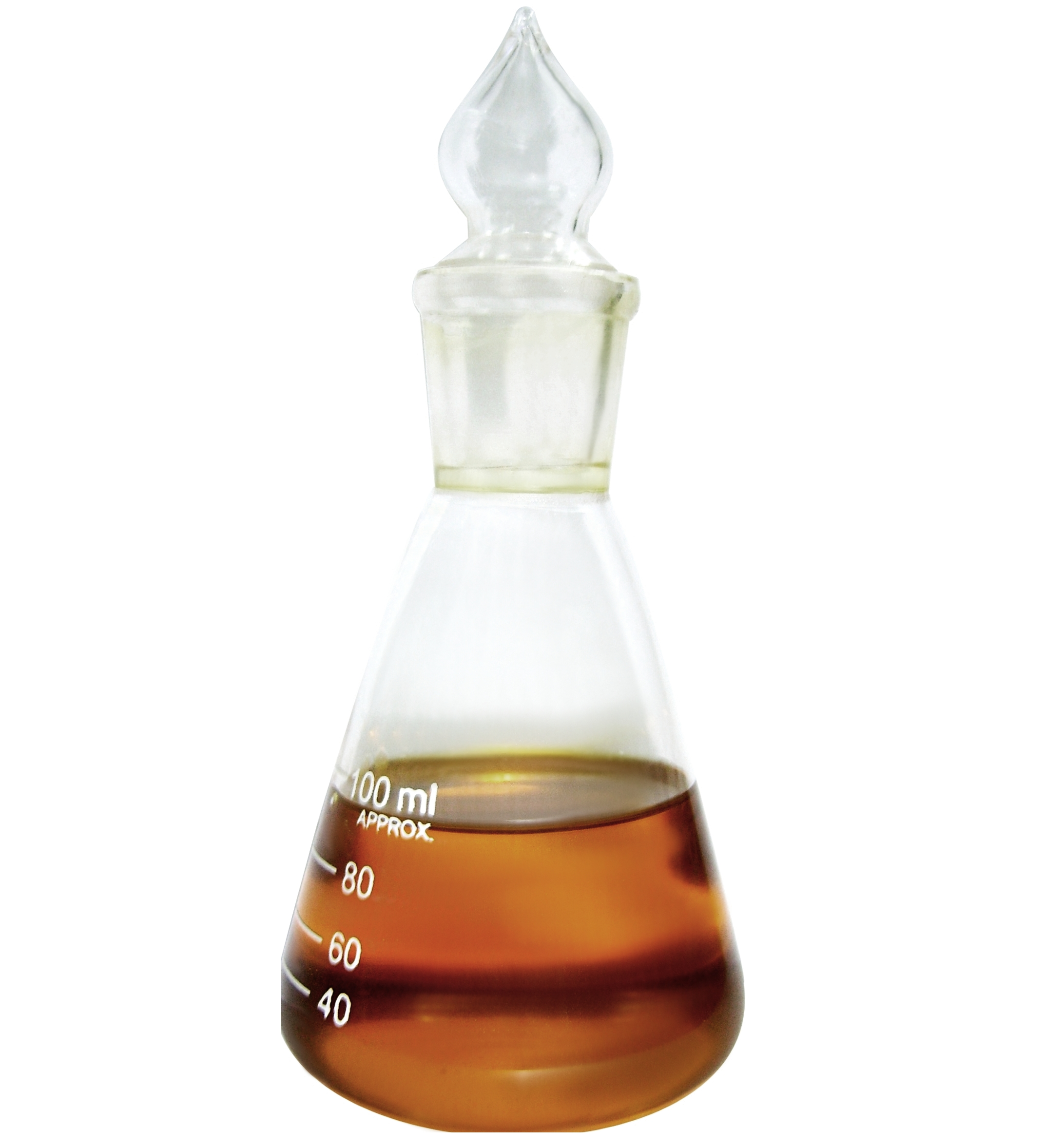
Raapoliemethylester